# Ambassadeur
Pour les articles homonymes, voir Ambassadeur (homonymie).

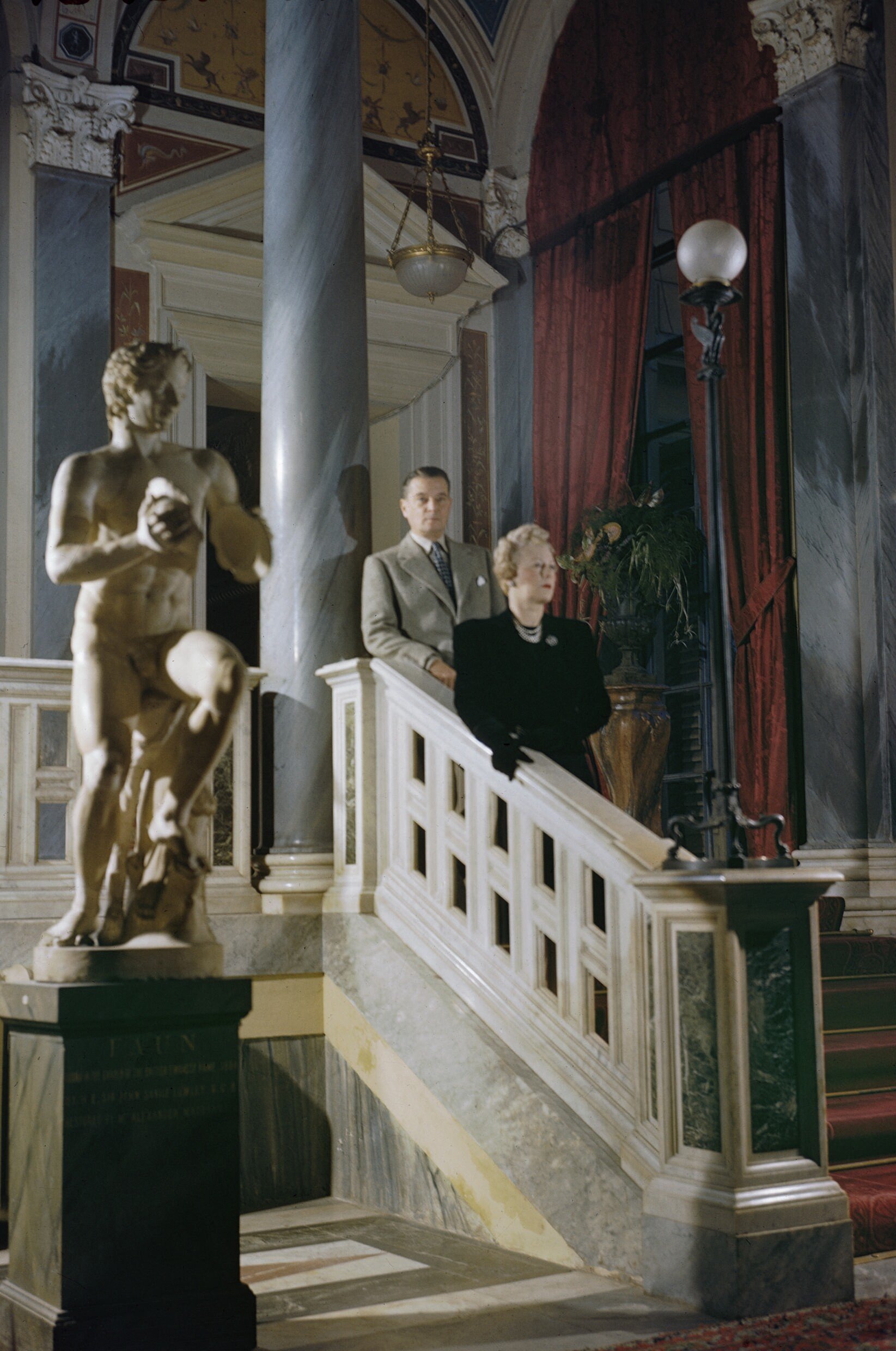
Le 12 décembre 1944, le premier ambassadeur du Royaume-Uni en Italie depuis la reprise des relations diplomatiques entre les deux pays (qui avaient été interrompues pendant la Seconde Guerre mondiale), Sir Noel Charles, pose avec son épouse Lady Charles dans le hall d'entrée de l'ambassade du Royaume-Uni à Rome.

Un ambassadeur ou une ambassadrice est une personne représentante d'un État auprès d'un autre, ou parfois auprès d'une organisation internationale. Il est le rang le plus haut au sein de la hiérarchie diplomatique. On l'emploie aussi au sens figuré, pour qualifier toute personne chargée d'un message ou d'une mission quelconque.

## Missions de l'ambassadeur
L'ambassadeur, en tant que chef de poste d'une mission diplomatique, est le subordonné d'un gouvernement. Il tient son pouvoir de lui et ne l'exerce qu'en son nom et sur sa demande expresse, sauf pour des affaires courantes qui ne nécessitent pas un message ministériel, s'appuyant ainsi notamment, en ce qui concerne les ambassadeurs de France, sur le décret du 1er juin 1979.
Ses missions sont multiples : il se doit de protéger les ressortissants de son pays, de négocier avec le gouvernement local et de défendre les intérêts de son pays.
Il se tient au courant de l'évolution et de la situation du pays dans lequel il a été nommé pour en informer son propre gouvernement. Il est en outre responsable de l'unité et de la cohérence de la représentation de son pays, généralement sous l'autorité du ministre des Affaires étrangères dont il dépend. En revanche, il représente le gouvernement complet et chacun des ministres, jouant ainsi un rôle d'intermédiaire entre les services de sa mission et les départements dont ils relèvent.
L'ambassadeur est aussi chargé de promouvoir des relations amicales et de développer les relations économiques, culturelles, scientifiques et militaires entre les deux pays.
En cas de relations diplomatiques dégradées, souvent l'ambassadeur est rappelé par son pays en signe de protestation. La rupture diplomatique supprime l'ambassade.
En tant que haut fonctionnaire, il est chargé de faire « fonctionner » l'administration, à savoir coordonner et animer l'action des services civils qui composent la mission diplomatique dont il est le chef.
Un ambassadeur a droit au prédicat d'Excellence (Son Excellence étant abrégé en S.E.). En revanche, les ambassadeurs français n'ont en principe pas droit au prédicat d’Excellence dans leur pays d'origine, ni de la part des citoyens français, où qu'ils se trouvent, qui leur donnent simplement du Monsieur l'Ambassadeur. Les ambassadeurs américains, quant à eux, sont appelés Honorable par leurs concitoyens et Excellence par les étrangers.

### Deux types d'ambassadeurs
- La dignité : l'ambassadeur de carrière (diplomate de carrière) le devient à la fin de sa carrière, juste après le poste de Premier conseiller. Cet ambassadeur est généralement indépendant du changement de chef d'État ou de gouvernement.
- La fonction : l'ambassadeur est nommé par le pouvoir de son pays afin de le représenter auprès du gouvernement de sa résidence. Il n'en possède le titre que pendant la durée de sa mission.

## Statut des ambassadeurs par pays

### États-Unis
Aux États-Unis, exception occidentale, chaque ambassadeur est proposé par le président au Sénat, qui doit ratifier cette proposition à la majorité des deux-tiers ; la plupart du temps, il ne s'agit que d'une formalité, mais pour certaines nominations, dans des postes sensibles, cela génère parfois des débats serrés.
Il arrive que les ambassadeurs ne soient pas des diplomates de carrière mais des personnalités que le président souhaite remercier par un poste en raison de leurs dons financiers à sa campagne présidentielle. On parle alors d'ambassadeurs « politiques ». Ainsi, Joseph Kennedy, financier de la campagne de Franklin Roosevelt, fut nommé ambassadeur à Londres en 1938-1940 ; la fille du président Kennedy, Caroline Kennedy, est ambassadrice au Japon de 2013 à 2017, puis en Australie depuis le mois de juillet 2022 ; en France, Felix Rohatyn, ancien élève du lycée Janson-de-Sailly en 1934-1938 et ancien président de la Banque Lazard, parfaitement francophone, est nommé ambassadeur à Paris entre 1997 et 2000. La plus emblématique de tous les ambassadeurs des États-Unis à Paris fut Pamela Harriman, ex-belle-fille de Winston Churchill et femme d'Averell Harriman, ancien ambassadeur des États-Unis à Moscou et gouverneur de New York.

### France
En France, la nomination des ambassadeurs, et, plus généralement, des agents diplomatiques et consulaires, est régie par un décret de 1969, qui définit aussi le rang du personnel diplomatique, l'avancement, les détachements et les affectations. En particulier, l'emploi de chef de mission diplomatique est réservé en priorité aux ambassadeurs de France et aux ministres plénipotentiaires, voire exceptionnellement à des conseillers de première classe ; toutefois, depuis 2023, ces corps ont été mis en extinction et remplacés par celui d'administrateur de l'État. Les ambassadeurs sont nommés par le président de la République, en Conseil des ministres, sur proposition du ministère des Affaires étrangères. Cette nomination peut donc revêtir un caractère politique, selon le pays concerné : ainsi, Bernard Vernier-Palliez, ancien PDG de la Régie Renault, entreprise industrielle nationalisée en 1945, fut nommé ambassadeur à Washington en 1981-1984, pour expliquer aux Américains l'avantage des nationalisations. Généralement, ils sont choisis et affectés en fonction de leur expérience et de leur grade dans la hiérarchie diplomatique.
Une fois désigné, l'ambassadeur doit recevoir l'agrément du pays où il se rend. À son arrivée, il transmet au chef de l'État accompagné du ministre des Affaires étrangères du pays d'accueil, les lettres de créance lui conférant alors l'immunité et les privilèges liés à son rang, en vertu des conventions internationales régies par la Convention de Vienne sur les relations diplomatiques.
Durée : la fonction des ambassadeurs français impose généralement de déménager très régulièrement, tous les 3 ou 4 ans en général.
Il existait une tradition de « dynasties » familiales dans la diplomatie française : Margerie, Saint-Aulaire, Laboulaye, Cambon, François-Poncet qui ont joué un rôle important aux XIXe et XXe siècles.
Un ambassadeur français peut être élevé à la dignité d'« ambassadeur de France », conférée intuitu personae, titre qu'il conserve alors à vie.
En activité, un ambassadeur est appelé « Monsieur l'ambassadeur » ou « Madame l'ambassadeur », « Madame l'ambassadrice » étant plutôt réservé à la femme de l'ambassadeur.
L'ambassadeur de France est désigné par le prédicat « Son Excellence Monsieur l'Ambassadeur » dans les comptes-rendus, raccourci par l'acronyme « SEMA » notamment sur les gilets pare-balles dans les pays en guerre.

### Suisse
Le titre d'ambassadeur est conféré par le Conseil fédéral.
La titre d'ambassadeur n'est pas lié au fait d'être à la tête d'une ambassade (on parle dans ce dernier cas de « chef de mission »). Par exemple, Nicolas Bideau, directeur de Présence Suisse depuis début 2011, une unité subordonnée au secrétariat général du Département fédéral des affaires étrangères, reçoit le titre d'ambassadeur en mai 2012. Ou encore Pascale Baeriswyl, qui n'a jamais été cheffe de mission jusqu'en juin 2020, alors que le Conseil fédéral lui octroie le titre en novembre 2013.

### Cas particuliers

#### Pays du Commonwealth
Les pays membres du Commonwealth n'échangent pas entre eux des ambassadeurs mais des hauts-commissaires ; les ambassades sont alors désignées sous le nom de haut-commissariat. L'ambassadeur est le représentant du chef de l'État auprès du chef d'un autre État. À l'origine, les membres du Commonwealth avaient en partage le souverain britannique comme chef de l'État et ne pouvaient donc s'échanger un ambassadeur. Ce n'est plus le cas aujourd'hui puisque la majorité des pays membres de cette organisation sont des républiques ayant leur propre chef de l'État, mais la tradition est demeurée. Par exemple, le Royaume-Uni a un haut-commissariat au Nigeria (et non une ambassade), la république de Singapour a un haut-commissariat en Australie, et ainsi de suite. Les représentants des pays du Commonwealth dans les pays non-membres sont toutefois des ambassadeurs ; ainsi, le Royaume-Uni a bien une ambassade en France.

#### Saint-Siège
Le Saint-Siège n'envoie pas d'ambassadeurs à l'étranger mais des nonces apostoliques. Ceux-ci possèdent cependant le même rang que les ambassadeurs dans la hiérarchie diplomatique. Actuellement tous les nonces sont des archevêques[réf. nécessaire].
Dans l'ordre de préséance en Belgique, le nonce apostolique occupe la deuxième place après les cardinaux. Ces derniers sont toutefois placés après le monarque régnant et les membres de la famille royale.
En Suisse, le nonce apostolique détient le premier rang dans l'ordre de préséance du corps diplomatique à Berne.

## Dans l'histoire

### Dans l'Antiquité et le Moyen Âge
Depuis la plus haute Antiquité, les États avaient l'habitude d'envoyer des ambassades ad hoc dans les autres pays pour des missions spécifiques : ainsi, Caton l'Ancien fut envoyé par Rome en ambassade à Carthage, d'où il revient pour mettre en garde le Sénat devant la renaissance de la puissance punique.
Seules les cités italiennes, au Moyen Âge, entretenaient des ambassades permanentes; à cause de l'intensité de leurs relations et du besoin de résoudre des conflits permanents, armés ou non, qui les opposaient. Pour faciliter leur mission, les ambassadeurs de ces cités bénéficiaient d'une immunité vis-à-vis des États où ils étaient en poste et ne les quittaient qu'en cas de guerre entre les deux cités.
On assiste toutefois pour certains pays, comme en Angleterre, à une spécialisation de certains ambassadeurs envoyés en mission.
Après les guerres d'Italie (1494-1559), les États européens prirent l'habitude d'envoyer des ambassades permanentes dans les autres États européens. Les XVe – XVIe siècles représentent un moment essentiel dans l’affirmation d’une diplomatie fondée sur les ambassadeurs, avec notamment l’apparition d’ambassadeurs quelque peu permanents. Cette transformation est la conséquence de la disparition progressive à cette époque des rencontres de princes, longtemps restées l’étape fondamentale de la relation diplomatique, indispensables pour que des engagements soient pris de façon ferme grâce au lien d’amour qu’elles seules permettaient de conclure.
Toutefois, seuls les papes sont parvenus au cours du Moyen Âge à définir précisément ce qu'est un ambassadeur, en rédigeant dès le début du XIVe siècle un corpus normatif quasi définitif réglant l’activité des légats et établissant une hiérarchie fonctionnelle entre les différents types de légats pontificaux.

### En France sous l'Ancien Régime
Sous l'Ancien Régime, on distingue deux types d'ambassadeurs :
- les ambassadeurs ordinaires, qui résident de façon permanente auprès du prince.
- les ambassadeurs extraordinaires, envoyés dans une cour pour une mission particulière ou lors d'un événement important.

## Femmes

### Histoire

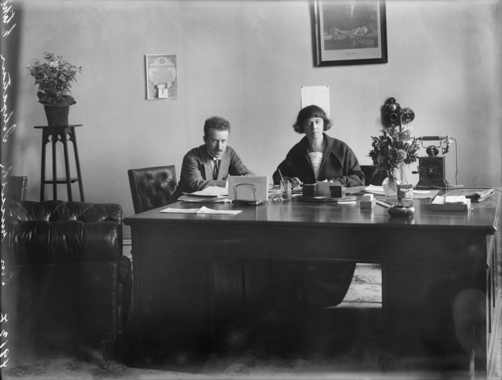
La Soviétique Alexandra Kollontaï à sa table de travail avec Marcel Body, dans la légation de l'URSS à Oslo (1923).

La présence des femmes dans la diplomatie est ancienne mais a longtemps été officieuse (aristocrates, salonnières, épouses d'ambassadeurs, par exemple Pauline von Metternich sous le Second Empire, qui tente de renforcer les relations franco-autrichiennes). D'autres, par leur engagement pacifiste et féministe, essaient aussi de peser dans les relations internationales (Bertha von Suttner, prix Nobel de la paix 1905).
Les carrières diplomatiques s'ouvrent peu à peu aux femmes après la Première Guerre mondiale, innovation cependant ralentie par une résistance masculine qui considère ces professions comme relevant de son pré carré. En 1918, l'Autriche permet aux femmes d'intégrer la Konsularakademie et, en 1928, la France de passer le concours du Quai d'Orsay. Dans ce second cas, les lauréates (dont la première est Suzanne Borel en 1930, devenue attachée d'ambassade puis secrétaire d'ambassade de deuxième classe en 1933) n'ont pas encore accès aux mêmes carrières que les hommes ; en 1944, après l'obtention du droit de vote, toutes les carrières leur sont autorisées, mais un plafond de verre subsiste. Grâce au rôle joué par l'orientaliste Freya Stark et la fonctionnaire Mary McGeachy pendant la Seconde Guerre mondiale, le Foreign Office britannique ouvre ses carrières aux femmes en 1946 mais ne supprime l'interdiction aux femmes diplomates de se marier qu'en 1972. En Irlande, c'est aussi après le conflit que les femmes peuvent intégrer la diplomatie, en 1962 en Espagne et en 1963 en Italie. L'Union européenne intègre au tournant du siècle une dimension de genre dans ses politiques et, en 2009, Catherine Ashton accède à la tête de la diplomatie européenne. Les ambassadrices restent toutefois minoritaires (11 % au Royaume-Uni dans les années 1990, 25 % en France en 2019),. Pour sa part, la Suède compte le plus fort taux de femmes ambassadrices au monde (48 % en 2020) et 52 % des directeurs de son ministère des Affaires étrangères, chiffres à mettre en relation avec la « diplomatie féministe » mise en place par la ministre Margot Wallström à partir de 2014.
Les jeunes régimes socialistes et républicains ont été pionniers dans la nomination de diplomates femmes : en 1918, la suffragiste hongroise Rosika Schwimmer est nommée « envoyée extraordinaire et ministre chargée de mission » en Suisse. En 1922, l'URSS envoie Alexandra Kollontaï comme attachée auprès de la mission commerciale d'Oslo, dont elle devient rapidement responsable. En 1924, elle est nommée « chargée d'affaires » et, immédiatement après, « ministre plénipotentiaire », d'abord en Norvège même, puis au Mexique et enfin en Suède. En 1943, lorsque la légation soviétique à Stockholm est élevée au rang d'ambassade, elle aussi est enfin officiellement promue « ambassadrice ».
Après avoir été la seule femme de la délégation bulgare aux négociations de paix de Neuilly-sur-Seine en 1919, Nadejda Stancioff est nommée « première secrétaire » de la légation bulgare aux États-Unis en 1921. Cependant, elle quitte le service diplomatique en 1923 pour protester contre le meurtre du Premier ministre Alexandre Stamboliyski.
Parmi les pionnières, on peut aussi citer l'Arménienne de la diaspora Diana Abgar en 1918 (mais seulement avec le rôle de « consul honoraire »), l'Américaine Ruth Bryan Owen en 1933, la Mexicaine Palma Guillén y Sánchez en 1935, la républicaine espagnole Isabel Oyarzábal Smith en 1936, la Danoise Bodil Begtrup en 1949, l'Irlandaise Josephine McNeill en 1950, la Canadienne Margaret Meagher en 1958, la Brésilienne Odette de Carvalho e Souza (pt) en 1959, l'Israélienne Esther Herlitz en 1966, la Hongroise Anna Bebrits (hu) en 1974, la Française Marcelle Campana en 1972, ou encore l'Angolaise Maria Haller en 1978.

### Femme ambassadeur ou ambassadrice?

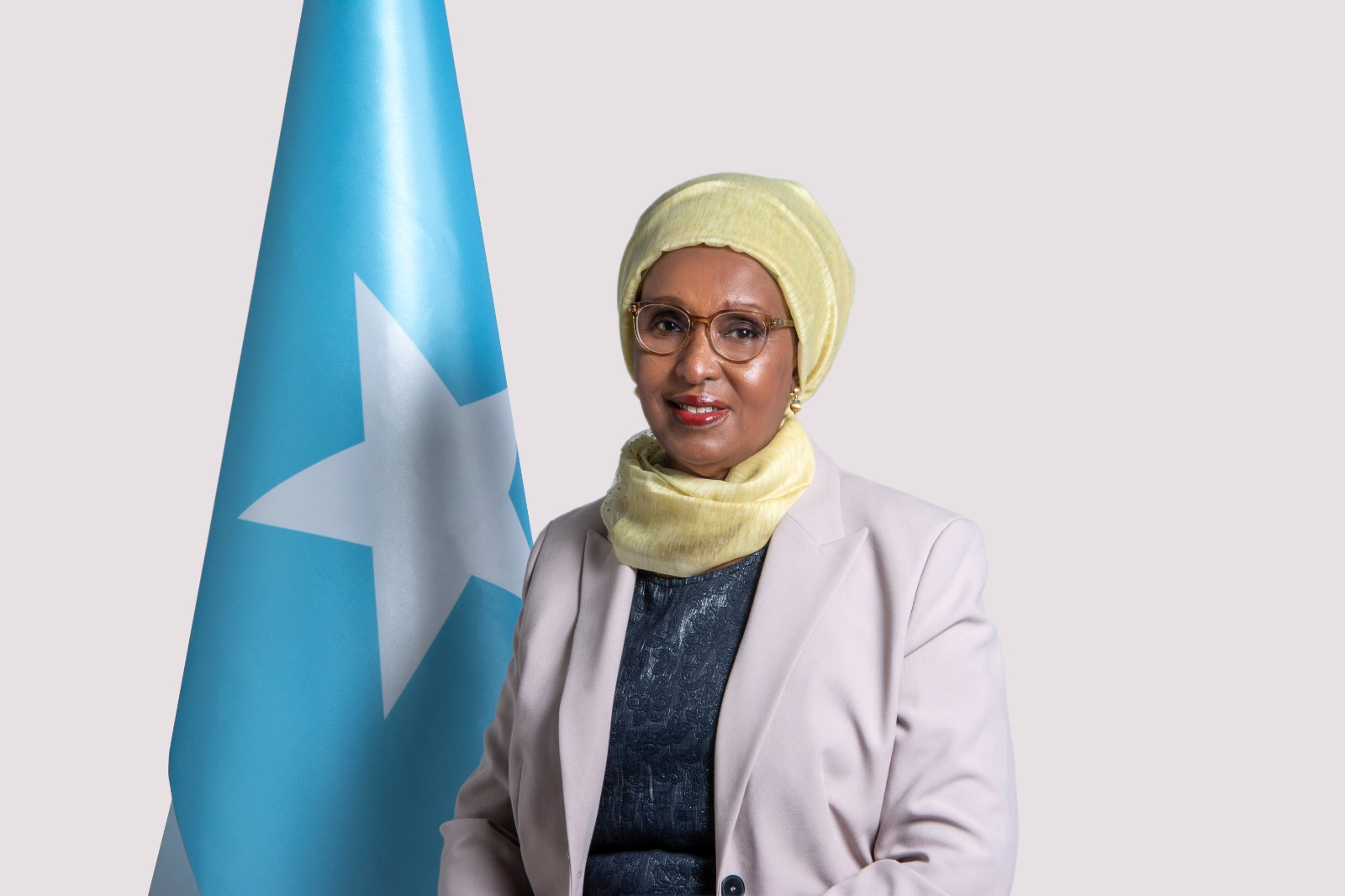
Khadija O. Ali, ambassadrice de Somalie à Bruxelles.

Renée Crespin du Bec est en 1645 la première femme ambassadrice de l'histoire de France. La première édition du Dictionnaire de l'Académie française en 1694 indiquait « Ambassadrice : dame envoyée en ambassade ». Mais dès la deuxième édition, en 1718, l'ambassadrice devient « la femme d’un ambassadeur » et le restera jusqu'à ce que l'accession de femmes à cette fonction au cours du XXe siècle et surtout au début du XXIe siècle en conduisent certaines à l'employer pour elles-mêmes. L’Annuaire diplomatique de 2002 emploie « ambassadrice » pour désigner toutes les femmes exerçant cette fonction, terme utilisé auparavant uniquement pour les femmes nommées après 1998.
L'Académie française maintient au moins jusqu'en 2002 que le titre d'un métier ou d'une fonction ne doit pas être féminisé, ayant pour conséquence qu'une femme nommée pour représenter un pays auprès d'un autre pays prenne le titre d'« ambassadeur ». Toutefois en 2019, elle revient sur sa position et indique qu'« il n’existe aucun obstacle de principe à la féminisation des noms de métiers et de professions ».
L'Office québécois de la langue française reconnaît l'usage du terme ambassadrice, tout comme la Fédération Wallonie-Bruxelles.

### Études
- Marie-Christine Kessler, Les ambassadeurs, Presses De Sciences Po, 2012
- Yves Denéchère, Femmes et diplomatie : France, XXe siècle, Peter Lang, 8 novembre 2016, 200 p. (ISBN 978-90-5201-233-9, lire en ligne)
- Jean-Marc Delaunay et Yves Denéchère (dir.), Femmes et relations internationales au XXe siècle, Presses Sorbonne nouvelle, 2007.
- Anne Queyrel-Bottineau (dir.) et Marie-Rose Guelfucci (dir.), Conseillers et ambassadeurs dans l’Antiquité, Besançon, Presses universitaires de Franche-Comté, coll. « Dialogues d'histoire ancienne. Supplément » (no 17), 2017 (ISBN 978-284-8675-992, lire en ligne )

### Mémoires d'ambassadeurs
- Jean-Marc Simon, Secrets d'Afrique : le témoignage d'un ambassadeur, Paris, Cherche Midi, 24 mars 2016, 352 p. (ISBN 978-2-7491-4955-4)
- Gérard Araud, Passeport diplomatique. Quarante ans au Quai d’Orsay, Éditions Grasset, 2 octobre 2019
- Dominique Decherf, Couleurs : mémoires d'un ambassadeur de France en Afrique, Saint-Malo, Pascal Galodé Editions, 27 avril 2012, 332 p. (ISBN 978-2-35593-209-0)
- Bernard Bajolet, Le soleil ne se lève plus à l'Est : Mémoires d'Orient d'un ambassadeur peu diplomate, Paris/61-Lonrai, Plon, 20 septembre 2018, 464 p. (ISBN 978-2-259-26341-2)
- Claude Martin, La diplomatie n'est pas un dîner de gala, La Tour-d'Aigues/impr. en Europe, Nouvelles éditions de l'Aube, 15 mars 2018, 946 p. (ISBN 978-2-8159-2762-8)
- Yves Aubin de la Messuzière, Profession diplomate : Un ambassadeur dans la tourmente, Paris, Plon, 17 janvier 2019, 350 p. (ISBN 978-2-259-25992-7)
- Gérard Chesnel, Ambassadeur : Vas-tu savoir faire ? : Itinéraire d'un Normand en Asie, Paris, Éditions L'Harmattan, 1er octobre 2016, 270 p. (ISBN 978-2-343-10140-8)
- Richard Duque, Une vie au Quai : De la guerre froide au chaos du XXIe siècle, Paris/52-Langres, Manitoba Editions, 11 janvier 2018, 258 p. (ISBN 978-2-37615-053-4)
- Gildas Le Lidec, De Phnom Penh à Abidjan : fragments de vie d'un diplomate, Paris, Éditions L'Harmattan, 1er mai 2014, 266 p. (ISBN 978-2-343-03422-5)
- François Poncet, Souvenirs d'une ambassade à Berlin : septembre 1931-octobre 1938, Paris/45-Malesherbes, Tempus Perrin, 1er février 2018, 480 p. (ISBN 978-2-262-07447-0)
- François Poncet, Au Palais Farnèse : souvenirs d'une ambassade à Rome, Paris/61-Lonrai, Tempus Perrin, 22 août 2019, 192 p. (ISBN 978-2-262-07686-3)
- Jean-Baptiste Barbier, Un frac de Nessus, Rome, L’Alveare, 1951
- Jacques Baeyens, Au bout du Quai, Paris, Fayard, 1975
- Bernard Dorin, Appelez-moi Excellence, Paris, Stanke, 2000
- Sylvie Bermann, Madame l'ambassadeur : De Pékin à Moscou, Une vie de diplomate, Tallandier, 2022